# Команда мечты (фильм, 2019)
«Кома́нда мечты» — российский спортивный фильм режиссёров Филиппа Абрютина и Максима Зыкова. В главной роли: Ян Цапник. Выход в прокат в России состоялся 29 августа 2019 года. 

## Сюжет
В центре сюжета спортивный комментатор Степан Вершинин, который теряет работу и находит себя в детских соревнованиях, которые дают ему понять, что ни в коем случае не нужно отчаиваться и утрачивать веру в себя.

## В ролях
| Актёр               | Роль                   |
| ------------------- | ---------------------- |
| Ян Цапник           | Степан Вершинин        |
| Роман Мадянов       | Виктор Суров           |
| Анна Чурина         | Анна Сурова            |
| Юрий Стоянов        | Константин Семёнович   |
| Владимир Сычёв      | Виктор                 |
| Катерина Мирошкина  | Ника Вершинина         |
| Тагир Метшин        | Артур Суров            |
| Ксения Золотова     | Катя Афанасьева        |
| Макар Абрютин       | Стёпка Вершинин        |
| Сергей Качанов      | Сергей Николаевич      |
| Ксения Черноскутова | Людмила Сергеевна      |
| Александр Конаков   | тренер по самбо        |
| Марат Зиатдинов     | судья схватки по самбо |